# Czarlin
Czarlin (kaszub. Czarlëno) – wieś kociewska w Polsce położona w województwie pomorskim, w powiecie tczewskim, w gminie Tczew.
Wieś leży przy węźle dróg krajowych nr 22 i nr 91 oraz magistrali węglowej Śląsk-Porty. W pobliżu wsi znajduje się węzeł Swarożyn, łączący autostradę A1 (E75) z drogą krajową nr 22.
W latach 1954–1961 wieś należała i była siedzibą władz gromady Czarlin, po jej zniesieniu w gromadzie Tczew. W latach 1975–1998 miejscowość administracyjnie należała do województwa gdańskiego.
W Czarlinie znajduje się pierwszy bezkolizyjny węzeł drogowy na Pomorzu (zbudowany przez Niemców ok. 1940), funkcjonujący bez zmian do 2018 roku – wtedy węzeł uległ zniekształceniu po zachodniej stronie w wyniku budowy ronda jako części prac remontowych na drodze krajowej nr 22.
W miejscowości jest przystanek kolejowy Czarlin.
We wsi znajduje się wybudowana w 1947 roku kapliczka.
W Czarlinie mieści się Sala Królestwa trzech zborów Świadków Jehowy.